# Condado de Sicart
Conde de Sicart es un título nobiliario pontificio, concedido por el papa Pío IX, quien le otorgó en el año 1875 a Don Isidro Sicart y de Torrens (m. 1929, Barcelona) sobrino de la primera marquesa de Villanueva y Geltrú, convirtiéndose así en el primer Conde de Sicart.
En el año 1899, Isidre de Sicart adquirió el Castillo del Conde Sicart, que ha permanecido desde entonces en manos de los descendientes del Conde hasta el año 2005, en el que el ayuntamiento de la localidad tarraconense de Vilaseca lo compró por 3,3 millones de euros, ya que se trata de un bien cultural de interés nacional.

## Fiestas y homenajes
En la localidad de Vilaseca, se celebra anualmente por la festividad de San Antonio una carrera de caballos en los alrededores del Castillo denominada Gran Premio Conde Sicart en honor y recuerdo del Conde.